# El fin del trabajo
El fin del trabajo. El declive de la fuerza del trabajo global y el nacimiento de la era posmercado, es un libro de ensayo sobre economía y trabajo escrito por el economista estadounidense Jeremy Rifkin en 1995. El autor plantea la inevitable reducción de la jornada laboral -como mecanismo para el reparto del trabajo- ante el constante aumento de la productividad en las sociedades modernas desarrolladas.

## Índice y contenidos del libroEl fin del trabajo

### Índice
- 1. Las dos caras de la tecnología

- 1.1. El fin del trabajo
- 1.2. Tecnología cambiante y realidades de mercado
- 1.3. Visiones de un tecnoparaíso

- 2. La tercera revolución industrial

- 2.1. Cruzando la frontera de la alta tecnología
- 2.2. La tecnología y la experiencia afroamericana
- 2.3. El gran debate sobre la automatización
- 2.4. El posfordismo

- 3. El declive de la fuerza de trabajo global

- 3.1. No más granjeros
- 3.2. Colgar el mono de trabajo
- 3.3. El último trabajador del sector servicios

- 4. El precio del progreso

- 4.1. Ganadores y perdedores de la alta tecnología
- 4.2. Réquiem por la clase trabajadora
- 4.3. El destino de las naciones
- 4.4. Un mundo más peligroso

- 5. El nacimiento de la era posmercado

- 5.1. Reingeniería de la semana laboral
- 5.2. Un nuevo contrato social
- 5.3. Potenciación del tercer sector
- 5.4. Globalización de la economía social

### El mercado de trabajo en la sociedad actual
El libro trata sobre la influencia de las Nuevas tecnologías en los procesos de producción y sus consecuencias en el mercado de trabajo. Jeremy Rifkin hace un repaso de la historia y evolución de la producción y el empleo (desempleo más bien) en Estados Unidos, desde la agricultura, el paso por la industria y el sector servicios. Rifkin describe el recorrido del empleo y el desempleo desde la primera revolución industrial, pasando por la segunda revolución industrial y tercera revolución industrial y llegando hasta la actualidad.
La aplicación de nuevos procesos productivos produciría, ahora ya en todo el planeta, un desempleo estructural irresoluble aplicando los remedios tradicionales. Esta situación de paro estructural, para la clase trabajadora clásica pero también para otros sectores muy cualificados, es consecuencia de una sobreproducción constante globalizada e incontrolable para los estados tradicionales. La situación tiende a agravarse con la aplicación de procesos de alta reingenierización de los procesos productivos, la robótica, la informática, el control prácticamente horizontal de las estructuras -con apenas directivos altos y sin puestos intermedios-. 
No solamente estarían afectados por estos procesos los obreros sin cualificar o poco cualificados, también los trabajadores cualificados, cuadros intermedios y profesiones liberales son presa de este proceso imparable de destrucción de trabajo remunerado o asalariado. 
Para Jeremy Rifkin una época está tocando a su fin. Ante los problemas derivados de la eliminación de puestos de trabajo y el consiguiente paro no hay respuestas por parte de la teoría tradicional del capitalismo industrial, ni tampoco por las estructuras básicas de la sociedad actual -Estado y Mercado- que se muestran incapaces de dar respuestas reales a un desempleo estructural profundo.
Otros consideran que Rifkin se equivoca en sus predicciones. Así, por ejemplo, el exministro de trabajo Manuel Pimentel en su columna "El empleo del futuro: ¿mejor, peor o inexistente?"  señala :  "Rifkin, en 1995, ya vaticinó el fin del trabajo. Se equivocó: a día de hoy, veinticinco años después, hay más empleos en el mundo que entonces".

### Soluciones de Jeremy Rifkin
Ante la ausencia de soluciones por parte de los actores institucionales (Estado, sindicatos...) y económicos (empresas, bancos...) propone, una vez reconocida la imposibilidad de acabar con el desempleo estructural actual con las medidas tradicionales:
- Repartir el empleo, es decir repartir el trabajo asalariado
- Rediseñar la semana laboral y la jornada laboral:  reducción de la semana laboral y la reducción de la jornada laboral.
- Establecer un nuevo contrato con la sociedad civil basado en la economía social o tercer sector que incluiría el reconocimiento y potenciación de:

- La sociedad civil (Organizaciones no gubernamentales, Organizaciones sin ánimo de lucro, asociaciones...).
- Implantación del denominado ingreso anual garantizado (similar a la Renta básica universal).
- Modificación de la fiscalidad para promover la economía social.